# NGC 13
NGC 13 es una galaxia espiral en la constelación de Andrómeda. Fue descubierto el 26 de noviembre de 1790 por William Herschel.